# Cantonul Alès-Nord-Est
Cantonul Alès-Nord-Est este un canton din arondismentul Alès, departamentul Gard, regiunea Languedoc-Roussillon, Franța.

## Comune
- Alès (parțial, reședință)
- Rousson
- Saint-Julien-les-Rosiers
- Saint-Martin-de-Valgalgues